# Max Löwenstamm
Max Georg Löwenstamm (* 25. října 1814 Třebíč – 9. dubna 1881 v Mnichově) byl německý pedagog a skladatel.

## Život
Studoval ve Vídni u Salomona Sulzera a působil od roku 1840 v Praze, od roku 1842 v tehdejší Pešti a to jako hlavní pedagog Nového chrámu a od roku 1846 v Mnichově v tamější židovské kulturní čtvrti. Jeho následníkem v Mnichově byl Emanuel Kirschner.

## Práce
- Das Nöthige aus der Theorie der Musik in 80 Antworten mit besonderer Rücksicht auf Gesang zum Gebrauche für Volks- und Musikschulen kurz und deutlich gegeben, Mnichov 1854
- Jubelklänge zur allerhöchsten Vermählungsfeier Sr. Majestät Ludwig des Zweiten, Königs von Bayern, mit Ihrer Kgl. Hoheit der Prinzessin Sofie Charlotte Auguste, Herzogin in Bayern, Mnichov 1868
- Semiroth le-el chaj, Synagogengesänge für Solo, Soli u. Chor mit Orgelbegleitung